# 狒々

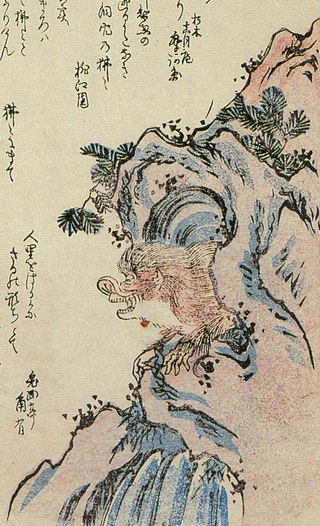
竜斎閑人正澄画『狂歌百物語』より「狒々」

狒々、狒狒、比々（ひひ）は、日本に伝わる妖怪。猿を大型化したような姿をしており、老いた猿がこの妖怪になるともいう。

## 概要

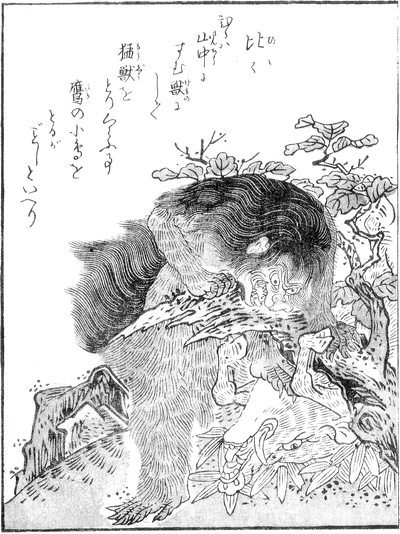
鳥山石燕『今昔画図続百鬼』より「狒々」

山中に棲んでおり、怪力を有し、よく人間の女性を攫うとされる。
柳田國男の著書『妖怪談義』によると、狒々は獰猛だが、人間を見ると大笑いし、唇が捲れて目まで覆ってしまうので、狒々を笑わせて、唇が目を覆ったときに、唇の上から額を錐で突き刺せば、捕らえることができるという。狒々の名はこの笑い声が由来といわれる。また同書では、天和3年（1683年）に越後国（現・新潟県）、正徳4年（1714年）には伊豆で狒々が実際に捕らえられたとあり、前者は体長4尺8寸、後者は7尺8寸あったという。
北アルプスの黒部谷に伝わる話では、滑川伊折りの源助という荒っぽい杣頭（樵の親方）がおり、素手で猿や狸を打ち殺し、山刀一つで熊と格闘する剛の者であったという。あるとき源助が井戸菊の谷を伐採しようと入ったとき、風雲が巻き起こり人が飛ばされてしまい、谷へ入れないので離れようとした途端、同行の若い樵（作兵衛）が物の怪に取り憑かれて気を失い、狒狒のような怪獣が樵を宙に引き上げ引き裂き殺そうとしたという。源助は狒狒と引っ張り合いになり、しばらく続いたが、作兵衛を殺したらお前たちも残らず殺すと言うと放し立ち去った。源助は作兵衛を背負って血まみれになり、夜明け近くになり仲間が助けたという（肯搆泉達録、黒部山中の事）。この話では狒狒は風雲を起こしてその中を飛び回り、人を投げたり引き裂く妖怪とされる。
もとは中国の妖怪であり、『爾雅』釈獣に「狒狒は人に似て、ざんばら髪で走るのが速く、人を食う」という。郭璞の注には「梟陽のことである。『山海経』に「その姿は人の顔で唇が長く、体は黒くて毛が生えており、かかとが曲がっている。人を見ると笑う」という。交州・広州・南康郡の山中にもいて、大きいものは背丈が1丈あまりある。俗に「山都」と呼ぶ。」といっている。江戸時代の百科事典『和漢三才図会』には西南夷（中国西南部）に棲息するとして、『本草綱目』からの引用で、身長は大型のもので一丈（約3メートル）あまり、体は黒い毛で覆われ、人を襲って食べるとある。また、人の言葉を話し、人の生死を予知することもできるともいう。長い髪はかつらの原料になるともいう。実際には『本草綱目』のものはゴリラやチンパンジーを指すものであり、当時の日本にはこれらの類人猿は存在しなかったことから、異常に発育したサル類に『本草綱目』の記述を当てはめたもの、とする説がある。
知能も高く、人と会話でき、覚のように人の心を読み取るともいう。血は緋色の染料となるといい、この血で着物を染めると退色することがないという。また、人がこの血を飲むと、鬼を見る能力を得るともいう。
山童と混同されることもあるが、これは「山で笑うもの」であることから「山ワラハ」が「山童」（やまわろ）に転じたとの説がある。
岩見重太郎が退治した怪物としても知られる。また、人身御供を要求して人間の女性を食べる妖怪・猿神と同一視されることもある。
近年ではアメリカ人の動物学者のエドワード・S・モースが、東京の大森貝塚を発見した際に大きな猿のような骨を見つけ、日本の古い記録に大型の猿を記したものがあるか調査したところ、狒々の伝承に行き当たり、この骨を狒々の骨かもしれないと結論づけている。